# Dębe Wielkie (przystanek kolejowy)
Dębe Wielkie – jeden z dwóch przystanków w Dębem Wielkim i z trzech w gminie Dębe Wielkie, położony najdalej od Mińska Mazowieckiego, a najbliżej Halinowa. Jest to też jeden ze starszych przystanków Kolei Warszawsko-Terespolskiej.

## Ruch pasażerski[1]
| Rok  | Wymiana pasażerska na dobę |
| ---- | -------------------------- |
| 2017 | 300-499                    |
| 2018 | 300-499                    |
| 2019 | 500-699                    |
| 2020 | 300-499                    |
| 2021 | 300-499                    |
| 2022 | 500-699                    |
| 2023 | 500-699                    |

Przystanek składa się z dwóch peronów standardowej wysokości (wysokich), wykończonych elementami betonowymi. Perony nie znajdują się naprzeciwko siebie i są oddzielone przejściem dla pieszych wyposażonym w automatyczne rogatki. Na przystanku znajduje się zabytkowy budynek z czerwonej cegły z kasą biletową i poczekalnią.

## Historia
W Dębem Wielkim znajdowała się stacja kolejowa, ale została całkowicie zlikwidowana.